# Álvaro Antônio da Costa
Álvaro Antônio da Costa (? — ?) foi um político brasileiro.
Foi presidente da província do Rio Grande do Norte, nomeado por carta imperial de 1 de setembro de 1885, tendo assumido a presidência interinamente de 22 de setembro a 22 de outubro de 1885.